# Médon fils de Codros
Médon, en grec ancien : Μέδων, est le premier archonte d’Athènes, après l’extinction de la royauté (1068 av. J.-C avec la fin du règne du roi Codros).
Il était fils du dernier roi Codros, et cette dignité fut conservée à ses descendants pendant douze générations, jusqu’en 753.

## Source
« Médon fils de Codros », dans Pierre Larousse, Grand dictionnaire universel du XIXe siècle, Paris, Administration du grand dictionnaire universel, 15 vol., 1863-1890 [détail des éditions].